# 1901 a légi közlekedésben

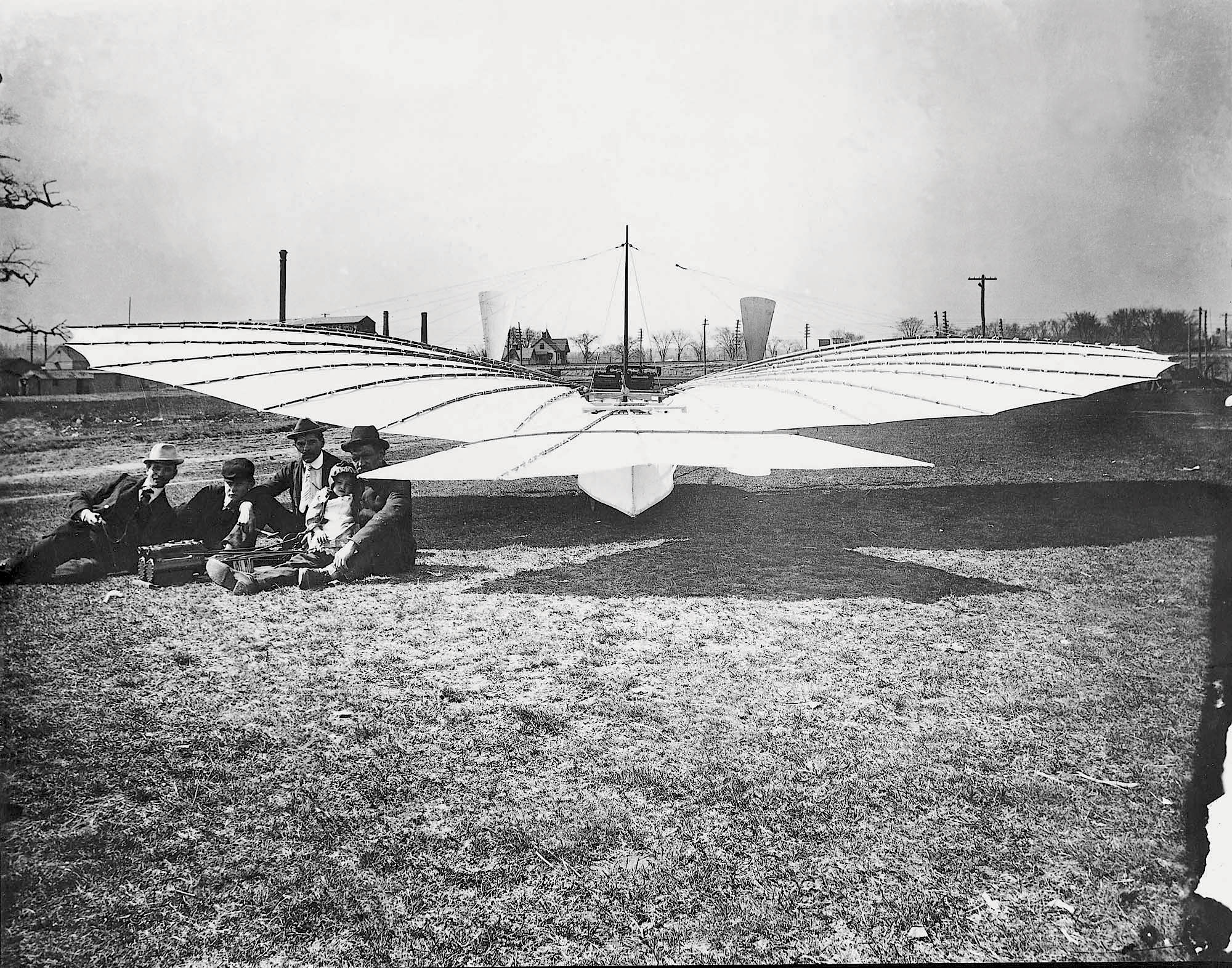
Whiteheads repülőgép.

Ez a lista az 1901-as év légi közlekedéssel kapcsolatos eseményeit tartalmazza.

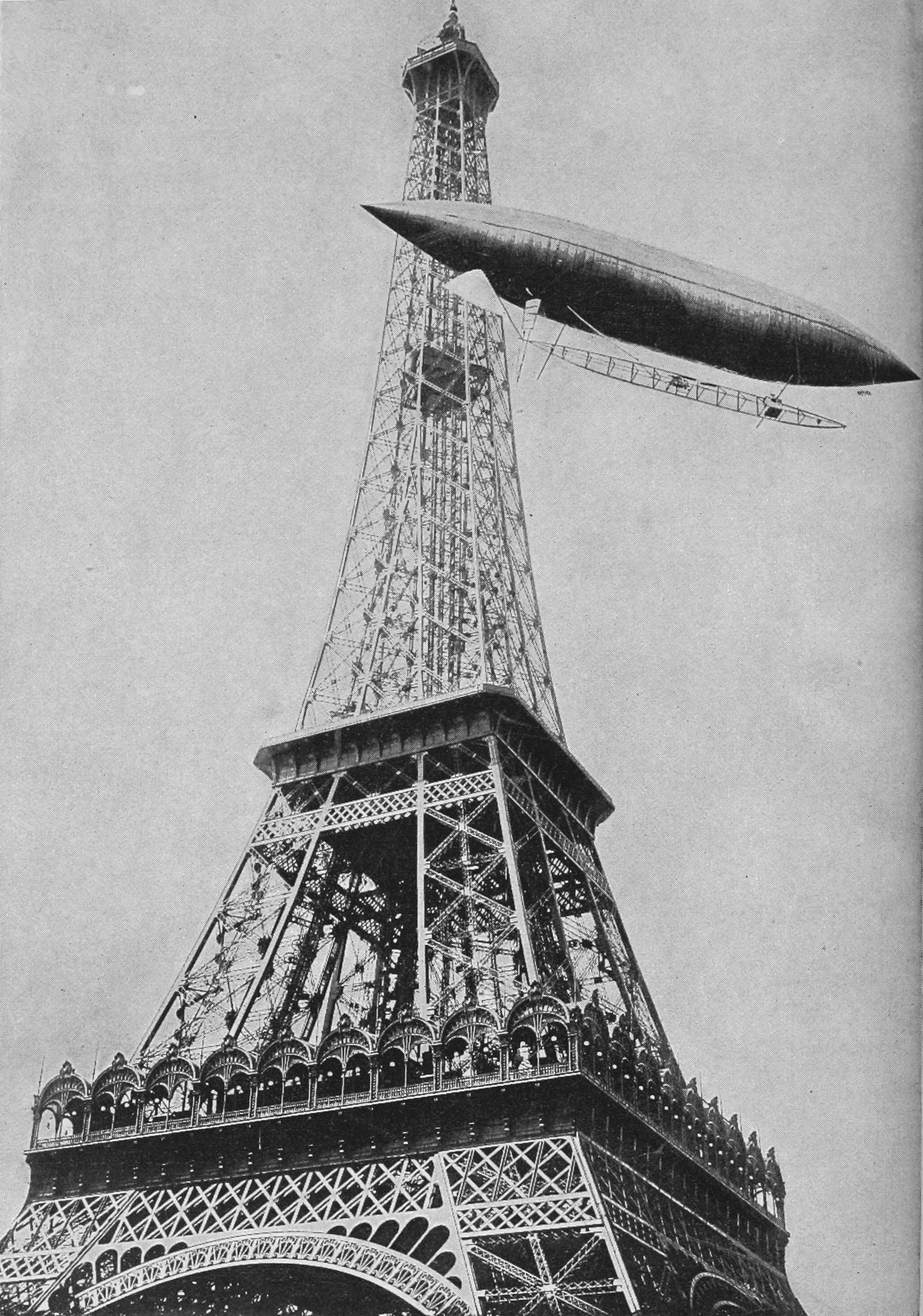
Santos-Dumont az Eiffel-toronynál.

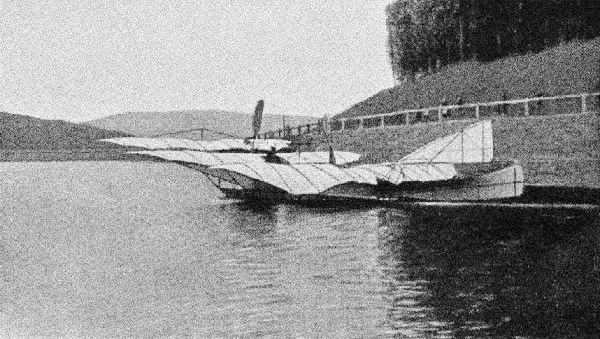
Kress háromfedelűje.

## Események

### Július
- július 31. – Német meteorológusok, Berson és Süring 10 800 méter magasra emelkednek egy szabad ballonban.

### Augusztus
- Augusztus 18. – Gustave Whitehead repül az ő „levegőnél könnyebb” gépével (Whitehead Aeroplane No. 21) a connecticuti Bridgeportnál.

### Október
- október 3. – Wilhelm Kress kipróbál egy háromfedelű hidroplánt, ami rövid felemelkedés után földet érve felborul.
- október 19. – A brazil Alberto Santos-Dumont, az Eiffel-torony körül repül a Number 6 irányítható léghajóval, hogy begyűjtse a 100 000 frankos nyereményt.
- október 29. – Angliában megalapítják a Royal Aero Clubot, vagyis a Királyi Légi Klubot .

### November-december
- A Wright fivérek újratervezik a No. 3 Glider szárnyait egy szélcsatorna segítségével.